# Шарашидзе, Галактион Есевич
Галактион Есевич Шарашидзе, другой вариант отчества — Евсеевич (1907, Гурийский уезд, Кутаисская губерния, Российская империя — неизвестно, Чохатаурский район, Грузинская ССР) — главный агроном отдела сельского хозяйства Чохатаурского района, Грузинская ССР. Герой Социалистического Труда (1949).

## Биография
Родился в 1907 году в крестьянской семье в одном из сельских населённых пунктов Гурийского уезда. После окончания местной школы трудился в сельском хозяйстве. В последующем окончил сельскохозяйственный институт, после которого трудился на различных хозяйственных должностях в сельском хозяйстве Грузинской ССР. В послевоенное время — главный агроном отдела сельского хозяйства Чохатаурского района. За высокие трудовые результаты в целом по району в 1947 году награждён Орденом Трудового Красного Знамени.
В 1948 году обеспечил перевыполнение планового сбора урожая сортового чайного листа в целом по району на 42,1 %. Указом Президиума Верховного Совета СССР от 29 августа 1949 года удостоен звания Героя Социалистического Труда за «получение высоких урожаев сортового зелёного чайного листа и цитрусовых плодов в 1949 году» с вручением ордена Ленина и золотой медали «Серп и Молот» (№ 4593).
Этим же указом званием Героя Социалистического Труда были первый секретарь Чохатаурского райкома партии Шота Илларионович Чануквадзе, председатель Чохатаурского райисполкома Гури Михайлович Антидзе и заведующий районным отделом сельского хозяйства Илья Михайлович Сихарулидзе.
В последующие годы возглавлял отдел сельского хозяйства Чохатаурского района.
После выхода на пенсию проживал в Чохатаурском районе. С 1968 года — персональный пенсионер союзного значения. Дата смерти не установлена.
Награды
- Герой Социалистического Труда
- Орден Ленина
- Орден Трудового Красного Знамени (21.02.1948)
- Медаль «За трудовое отличие» (07.01.1944)